# A Soul in Trust
 (août 2025).
Pour plus de détails, voir Fiche technique et Distribution.
A Soul in Trust est un film américain réalisé par Gilbert P. Hamilton, sorti en 1918.

## Synopsis
Dabney Carter, héritier d'une vielle famille de Virginie, rencontre Nan Baker alors qu'il est en train de chasser dans les montagnes et ils ont une brève relation. Lorsqu'il apprend qu'elle est enceinte, il l'épouse secrètement, mais peu après il fait annuler ce mariage pour épouser Courtney Maitland. Plus tard, Dabney est mortellement blessé lors d'un accident et avoue tout à sa femme avant de mourir. Courtney offre alors d'adopter Dabney Jr. Nan accepte l'argent de Courtney et l'utilise pour s'installer à New York, tandis que Courtney élève Dabney comme son propre fils, sans lui avouer le secret de sa naissance.
Vingt ans plus tard, Dabney accepte un emploi auprès du sénateur Franklin, qui cherche à stopper les activités d’hommes d'affaires malhonnêtes à Wall Street. Nan, qui travaille désormais pour ces hommes d'affaires, tente de ruiner le sénateur en utilisant Dabney, qui croit aux mensonges de Nan et fait ce qu'elle demande sans se poser de questions. En rendant visite à Dabney, Courtney reconnaît Nan et fait appel à son cœur de mère. Réalisant que Dabney est son propre fils, Nan disparaît tandis que Courtney et le sénateur Franklin se marient.

## Fiche technique
- Titre original : A Soul in Trust
- Réalisation : Gilbert P. Hamilton
- Scénario d'après une idée originale de Catherine Carr
- Photographie : Tom Buckingham
- Société de production : Triangle Film Corporation
- Société de distribution : Triangle Distributing Corporation
- Pays de production :  États-Unis
- Langue originale : anglais
- Format : noir et blanc — 35 mm — 1,37:1 — Film muet
- Genre : drame
- Durée : 70 minutes (7 bobines)
- Date de sortie :
  - États-Unis : 24 février 1918
- Licence : Domaine public

## Distribution
- Belle Bennett : Courtney Maitland
- Darrell Foss : Dabney Carter Sr.
- J. Barney Sherry : Sénateur Franklin
- Lillian West : Nan Barker
- Grover Franke : Dabney Carter Jr.
- Lee Hill : Jason Meredith
- Lizzie Davis : Mammy Judy
- William Dyer : George Barker